# Новоєгорівська сільська рада (Дворічанський район)
Новоєго́рівська сільська́ ра́да — адміністративно-територіальна одиниця та орган місцевого самоврядування у Дворічанському районі Харківської області. Адміністративний центр — село Новоєгорівка.

## Загальні відомості
- Новоєгорівська сільська рада утворена 2 лютого 1943 року.
- Територія ради: 115,547 км²
- Населення ради: 1 752 особи (станом на 2001 рік)

## Населені пункти
Сільській раді підпорядковані населені пункти:
- с. Новоєгорівка
- с. Берестове
- с. Великий Виселок
- с. Гракове
- с. Іванівка
- с. Мальцівка
- с. Терни

## Склад ради
Рада складається з 18 депутатів та голови.
- Голова ради: Стєганцев Михайло Миколайович
- Секретар ради: Ситник Вікторія Станіславівна

### Керівний склад попередніх скликань
| Прізвище, ім'я, по батькові   | Основні відомості                                                         | Дата обрання | Дата звільнення |
| ----------------------------- | ------------------------------------------------------------------------- | ------------ | --------------- |
| Смігунов Віктор Іванович      | Сільський голова, 1957 року народження                                    | 26.03.2006   | 31.10.2010      |
| Стєганцев Михайло Миколайович | Сільський голова, 1967 року народження, освіта вища, член Партії регіонів | 31.10.2010   |                 |

Примітка: таблиця складена за даними сайту Верховної Ради України

### Депутати
За результатами місцевих виборів 2010 року депутатами ради стали:

#### За суб'єктами висування
| Суб'єкт висування                                       | Кількість обраних депутатів | %    |
| ------------------------------------------------------- | --------------------------- | ---- |
| Партія регіонів                                         | 11                          | 61,1 |
| Самовисування                                           | 3                           | 16,7 |
| Політична партія Всеукраїнське об'єднання «Батьківщина» | 2                           | 11,1 |
| Комуністична партія України                             | 1                           | 5,6  |
| Політична партія «Сильна Україна»                       | 1                           | 5,6  |

#### За округами
| № округу                                                | Прізвище, ім'я, по батькові   | Дата визнання обраним | Освіта             | Партійна приналежність | Відомості про обраного депутата                        |
| ------------------------------------------------------- | ----------------------------- | --------------------- | ------------------ | ---------------------- | ------------------------------------------------------ |
| Комуністична партія України                             |                               |                       |                    |                        |                                                        |
| 8                                                       | Петік Тамара Сергіївна        | 02.11.2010            | вища               | позапартійна           | Мечниківська загальноосвітня школа, вчитель            |
| Партія регіонів                                         |                               |                       |                    |                        |                                                        |
| 1                                                       | Медвєдєва Людмила Вікторівна  | 02.11.2010            | середня            | член Партії регіонів   | Бібліотека с. Великий Виселок, завідувачка             |
| 2                                                       | Нечай Алла Станіславівна      | 02.11.2010            | середня            | член Партії регіонів   | ПСП «Виселок», завідувачка їдальні                     |
| 4                                                       | Ситник Вікторія Станіславівна | 02.11.2010            | вища               | член Партії регіонів   | Новоєгорівська сільська рада, головний бухгалтер       |
| 6                                                       | Подольська Наталя Миколаївна  | 02.11.2010            | середня            | член Партії регіонів   | Новоєгорівське відділення поштового зв'язку, листоноша |
| 7                                                       | Стеганцева Галина Анатоліївна | 02.11.2010            | вища               | член Партії регіонів   | Новоєгорівська сільська рада, спеціаліст               |
| 9                                                       | Смігунова Раїса Володимирівна | 02.11.2010            | вища               | позапартійна           | Мечниківська загальноосвітня школа, вчитель            |
| 10                                                      | Шевченко Юрій Анатолійович    | 10.01.2011            | середня спеціальна | член Партії регіонів   | приватний підприємець                                  |
| 11                                                      | Субота Ольга Олексіївна       | 02.11.2010            | середня            | член Партії регіонів   | ПП «Мечнікове», завідувачка їдальні                    |
| 13                                                      | Коцур Лариса Миколаївна       | 02.11.2010            | середня            | член Партії регіонів   | ПП «Мечнікове», доярка                                 |
| 17                                                      | Протасенко Людмила Віталіївна | 02.11.2010            | середня            | позапартійна           | ПП «Токар», реалі затор                                |
| 18                                                      | Вабішевіч Сергій Петрович     | 02.11.2010            | вища               | член Партії регіонів   | Тернянський СБК, завідувач                             |
| Політична партія Всеукраїнське об'єднання «Батьківщина» |                               |                       |                    |                        |                                                        |
| 3                                                       | Жовтань Павло Володимирович   | 02.11.2010            | середня            | позапартійний          | ПСП «Виселок», бригадир МТР                            |
| 15                                                      | Власенко Світлана Іванівна    | 02.11.2010            | вища               | позапартійна           | Мечниківська загальноосвітня школа, вчитель            |
| Політична партія «Сильна Україна»                       |                               |                       |                    |                        |                                                        |
| 14                                                      | Казаніна Людмила Федорівна    | 02.11.2010            | вища               | позапартійна           | ПП «Мечнікове», головний бухгалтер                     |
| Самовисування                                           |                               |                       |                    |                        |                                                        |
| 5                                                       | Гаврилюк Микола Олексійович   | 02.11.2010            | середня            | позапартійний          | ПП «Мечнікове», охоронець                              |
| 12                                                      | Тарасова Ольга Іванівна       | 02.11.2010            | середня            | позапартійна           | приватний підприємець                                  |
| 16                                                      | Ситник Юрій Михайлович        | 02.11.2010            | вища               | член Партії регіонів   | ПП «Ель дар плюс», головний агроном                    |